# マスウード・ペゼシュキヤーン
- マスウード・ペゼシュキヤーン
- マスウード・ペゼシュキアン[1]
- マスード・ペゼシュキアン[2][3]

マスウード・ペゼシュキヤーン（ペルシア語: مسعود پزشکیان, ラテン文字転写: Masoud Pezeshkian, 1954年9月29日 - ）は、イランの心臓外科医、政治家。同国大統領（第9代）。

## 解説
タブリーズ・アーザルシャフル・オスクー選挙区選出の国会議員で、2016年から2020年まで同議会の第一副議長も務めた。2001年から2005年までハータミー政権で保健・医療教育大臣を務めた。1980年代にペゼシュキヤーンは西アーザルバーイジャーン州のピーラーンシャフル郡とナガデ郡の両郡の知事に選出された。2013年イラン大統領選挙に出馬したが撤退、2021年イラン大統領選挙では立候補を届け出たが、監督者評議会の審査に通らず不出馬となり、2024年に行われた大統領選で決選投票の末、284万票余りの差をつけ当選した。
日本語表記では、マスウード・ペゼシュキアンやマスード・ペゼシュキアンなどが見られる。

## 幼少期と教育期
ペゼシュキヤーンは1954年9月29日にマハーバードで、ガスレ・シーリーン 出身のイラン系アゼルバイジャン人の父とクルド人の母との間に生まれた。1973年、彼は卒業証書を授与され、兵役のためザーボルに移った。この頃医学に興味を持ち始めた。兵役後は故郷の州に戻り、医学校に入学、内科学の学位を取得し卒業した。1980年から1988年のイラン・イラク戦争では頻繁に前線に出て医療チームを派遣、戦闘員および医師として働く責任を負っていた。1985年に一般医コースを修了し、医科大学で生理学を教え始めた。 
ペルシア語の他、アゼルバイジャン語、クルド語、アラビア語、英語などを話せる。
戦後は彼は教育を続けて、タブリーズ医科大学で一般外科を専攻した。1993年にイラン医科大学で心臓外科の専門分野を取得した。後に心臓外科の専門医となり、1994年にタブリーズ医科大学の学長に就任し、5年間その職を務めた。

## 政治家経歴
ペゼシュキヤーンの政治活動は、1997年にハータミー政権に保健医療教育副大臣として入閣したことが始まりであった。4年後に保健医療教育大臣に任命、2001年から2005年まで務めた。2008年からはタブリーズ代表としてイラン国会に5回選出され、2016年から2020年まで国会の第一副議長を務めた。
ペゼシュキヤーンはクルアーンの教師であり、シーア派イスラム教徒にとって重要文書である「雄弁の道」の朗唱者でもある。イラン・トルコ友好協会の会員でもある。 

### 大統領選挙
2024年5月19日、第8代大統領のエブラーヒーム・ライースィーが、ヘリコプター墜落事故で急逝。これに伴い、後任を決める大統領選挙が開催されることになった。ペゼシュキヤーンは改革派唯一の候補となり、元大統領のハータミーやハサン・ロウハーニーからも支持を受けた。西側との関係改善を通した経済制裁緩和、ヒジャブ着用に対する取り締まり合理化などを公約を掲げた。
6月28日の第1回投票で1,041万5,991票を獲得し1位になると（得票率：42.45％）、第2回投票の決選投票では1,638万4,403票票を獲得し、保守強硬派のサイード・ジャリーリー（約1,353万票）を破り、当選した。

### 大統領として
2024年7月28日に大統領に就任。第一副大統領には、ハータミー政権でも同職をつとめた改革派のモハンマドレザー・アーレフを任命した。
8月21日、ペゼシュキヤーンが提案した閣僚候補19人に対する信任投票が議会で行われ、全員が信任され就任した。
その他の人事では、農業開発・条件不利地域担当の副大統領に、イランでは少数派であるスンナ派のアブドルカリーム・ホセインザーデを起用している。

## 思想

### 政治観
ペゼシュキアンは改革派と見なされがちだが、本人は何度も否定している。ただし、改革については肯定的な見方をしている。
ペゼシュキヤーンは何度も体制を批判している。2009年のイラン大統領選挙後の抗議活動中、ペゼシュキヤーンは演説で抗議活動参加者の扱いを批判した。演説の中では、シーア派の初代イマームの「人々を野生動物のように扱うな」という言葉を用いている。
2018年のイラン抗議デモに対する政府の対応を「科学的にも知的にも間違っている」としている。すべての出来事についてイランの体制を非難し、「もっと上手くやるべきであった」と述べている。2022年のマフサ・アミニ抗議運動について、ペゼシュキヤーンは事件に関する評価と解明チームの設立を要求、抗議者への対応と裁判が憲法に反するとして、被告が弁護士を雇うよう要求したが、後に声明を発表し、抗議を非難し、それが国民の利益になるとは考えなかった。
イランのイスラム共和制に忠実であり、保守強硬派や聖職者支配者たちと対立的ではない。大統領選挙におけるテレビ討論やインタビューでは、最高指導者・ハメネイ師の政策に異議を唱えないと約束している。

### イスラム革命防衛隊
ペゼシュキヤーンはイスラム革命防衛隊の支持者であり、現在の革命防衛隊は「過去とは違う」と発言している。彼は2019年に米国がイスラム革命防衛隊をテロ組織と見なしたことを非難している。2019年にイランが米国の無人飛行機（RQ-4）を撃墜後、ペゼシュキヤーンはアメリカ政府をテロリストとし、ドローンを標的にしたイスラム革命防衛隊の行動を「犯罪国家米国の指導者たちの口に強烈なパンチを食らわせた」と発言した。大学の会合では、いくつかの批判に応えて革命防衛隊の制服を着用、再び着用すると発言した。

### 民族観
ペゼシュキヤーンはアゼルバイジャン人、クルド人、バローチ人の権利を主張し保護されるべきであるとしている。すべての民族に対しイラン憲法第15条の実施を要求している。この条文は「イラン国民の公用語および共通言語およびその文字はペルシア語である。文書、通信文、公文書および教科書はこの言語および文字でなければならないが、郷里とその民族の言語を報道機関およびマスメディアで使用し、学校でその文学を教えることはペルシア語とともに自由である」としている。また、この条文の実施が分離主義者や反体制派に言い訳を与える障害になっていると指摘している。学校でのアゼルバイジャン語の教育も支持している。

## 私生活

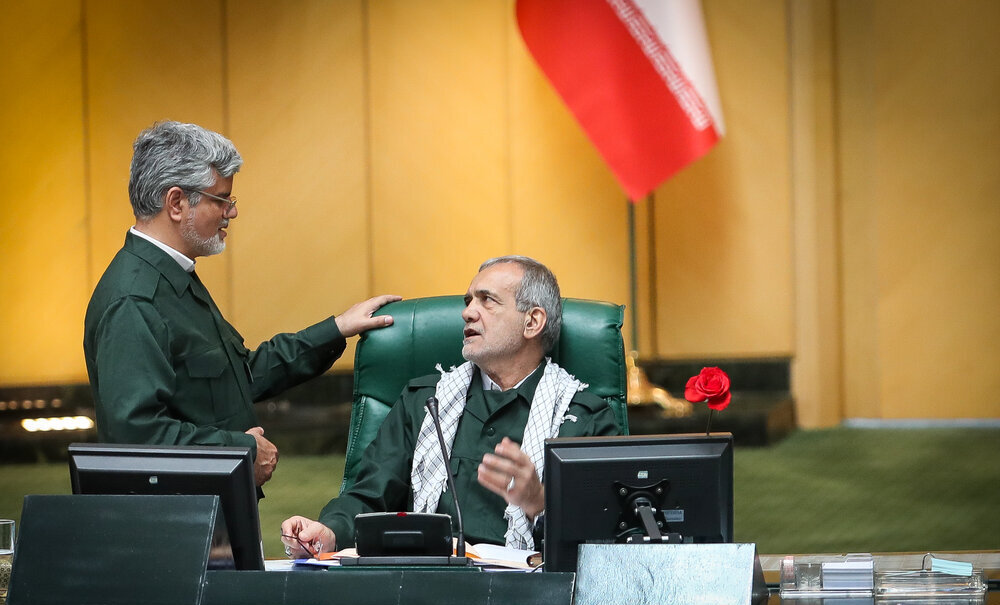
革命防衛隊姿のペゼシュキヤーンとマハムード・サーデギー

ペゼシュキヤーンの妻は婦人科医であったが、1993年に自動車事故によって妻と子供一人を失った。残った二人の息子と娘を一人で育てた。再婚はしていない。娘のザフラ・ペゼシュキヤーンはシャリーフ工科大学で化学修士号を取得し、ロウハーニー政権が発足する前はジャム石油化学で働いていた。  
トラークトゥール・サーズィーFCのファンである。

## パブリックイメージ
情報筋によれば、彼の家族は傍観者とは程遠く、彼自身も経済事情では明確な実績を持っているという。しかし、政敵であるアリーレザー・ザーカーニーなどは、彼が汚職に関与した人々を擁護していると非難している。